# Can Visiedo
Can Visiedo és un monument del municipi de Valls (Alt Camp).

## Descripció
Consta de dues plantes. A la façana principal hi ha un porxo que està suportat per sis pilars que en planta dibuixen sis circumferències tangents exteriors entre elles i amb un capitell de motllura cadascuna sota el porxo, hi ha la porta d'entrada i dues finestres laterals bastant petites.
Al pòrtic i correspon una terrassa amb barana balustrada i pilar intercalats. Aquesta balustrada es repeteix a la coberta transitable; al bell mig d'aquesta i a la façana sud hi ha un muret amb cornisa corba. En la qual hi ha estucades les paraules: "Bosque J.V." Les altres façanes són molt senzilles i finestres rectangulars.
Tot l'edifici està envoltat per una barana que té balustres, iguals als ja esmentats. Balustrada que té continuïtat amb les baranes que corresponen als accessos amb esgraons situats a llevant i al sud. Consta de dues plantes. A la façana principal hi ha un porxo que està suportat per sis pilars que en planta dibuixen sis circumferències tangents exteriors entre elles i amb un capitell de motllura cadascuna sota el porxo, hi ha la porta d'entrada i dues finestres laterals bastant petites.